# Zaireichthys zonatus
Zaireichthys zonatus är en fiskart som beskrevs av Roberts, 1967. Zaireichthys zonatus ingår i släktet Zaireichthys och familjen Amphiliidae. IUCN kategoriserar arten globalt som otillräckligt studerad. Inga underarter finns listade i Catalogue of Life.